# ハズレト・トレツェリ
ハズレト・トレツェリ（Khazret Tletseri 1958年7月12日 - ）は、旧ソ連のアディゲ共和国出身の柔道選手。階級は60kg級。

## 人物
1983年に地元のモスクワで開催された世界選手権では優勝を果たした。1984年のロサンゼルスオリンピックにはソ連がボイコットしたために出場できなかったが、その実質的な対抗大会としてワルシャワで開催されたフレンドシップ・ゲームズでは優勝を飾った。1985年の世界選手権では3位に終わった。

## 主な戦績
- 1981年 - ソ連国際　3位
- 1982年 - フランス国際　3位
- 1982年 - ヨーロッパ選手権　優勝
- 1983年 - ヨーロッパ選手権　優勝
- 1983年 - 世界選手権　優勝
- 1984年 - ヨーロッパ選手権　優勝
- 1984年 - フレンドシップ・ゲームズ　優勝
- 1985年 - ソ連国際　優勝
- 1985年 - ヨーロッパ選手権　優勝
- 1985年 - 世界選手権　3位
- 1986年 - ヨーロッパ選手権　3位
- 1987年 - ヨーロッパ選手権　2位